# Глибина різко зображуваного простору

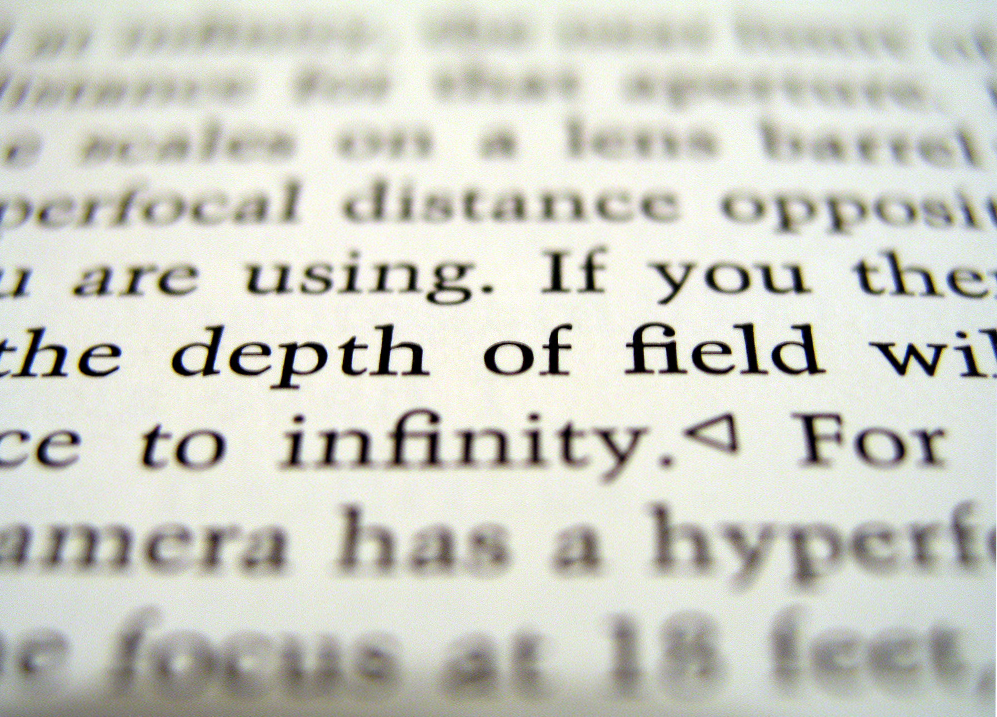
Глибина чітко зображуваного простору

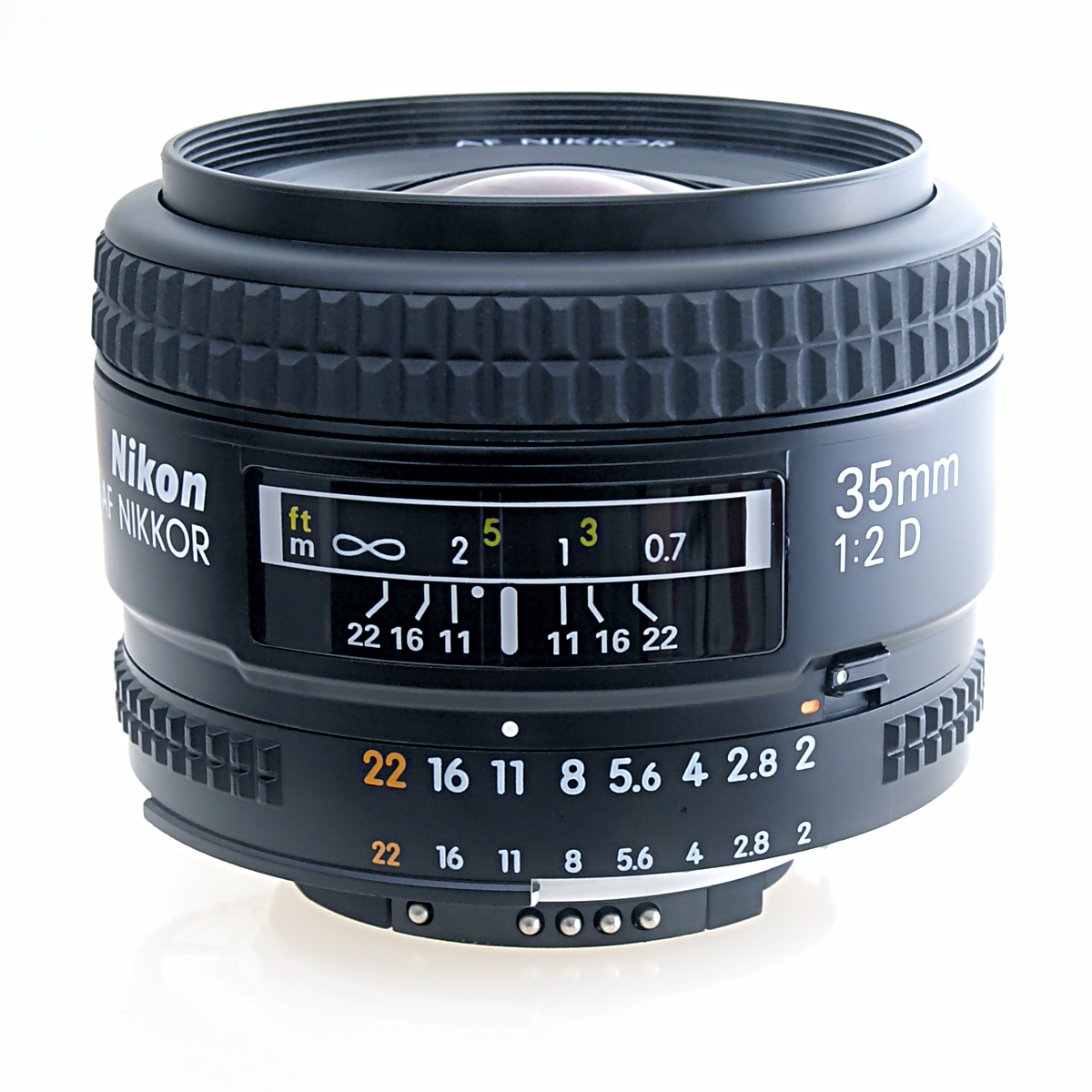
Діафрагма об'єктиву 35 мм встановлена на f / 11. Шкала глибини різкості (зверху) вказує на те, що об'єкт, що знаходиться десь між 1 і 2 метрами перед камерою, буде виглядати досить різким. Якщо б діафрагма була встановлена на f / 22, то всі об'єкти на відстані від 0,7 метра до нескінченості були б у фокусі.

Вплив діафрагми на глибину чіткості. Точка фокусування (2); проєкція точок на площині зображення (5); відстані між точками (1 і 3); проєкція зображення та кружок розсіювання. Збільшення апертурного числа(4) призводить до збільшення глибини чіткості

Глибина чітко зображуваного простору (скор. ГЧЗП) — це відстань між передньою і задньою межами чітко зображеного простору, виміряна вздовж оптичної осі, в межах якої об'єкти зйомки на знімку зображаються достатньо різко. Наприклад, при розгляданні зображення з відстані 25 см людське око сприймає його як абсолютно різке, якщо кружок розсіювання менше 0.1 мм. У фотографії є однією з характеристик об'єктиву.

## Загальні відомості
За часів плівкових SLR-камер шкала ГРЗП наносилась на об'єктив фотоапарата і являла собою дві суміщені шкали:
1. Шкала діафрагмових чисел - на нерухомій частині об'єктива - відкладена вліво і вправо дзеркально від позначки фокусування,
2. Шкала відстаней до об'єкту зйомки - на обертовій частині об'єктива.

Після наведення на різкість за шкалою ГРЗП можна було оцінити межі, в яких об'єкти на знімку будуть зображені різко.
Поняття «ГРЗП» не є тотожним поняттю «Глибина різкості», хоча вони і пов'язані між собою. Глибина різкості об'єктива відраховується по оптичній осі, але не в напрямку об'єктів зйомки, а в напрямку створюваних об'єктивом оптичних зображень. Практична оцінка цієї величини фотографом не виконується, а використовується при вивченні теорії об'єктива.
З погляду оптики ГРЗП має бути обмежена точкою, для якої оптична система об'єктива забезпечує фокусування на поверхні плівки або матриці, тобто ГРЗП має дорівнювати нулю. На практиці ГРЗП може сягати від одиниць міліметрів (в макрофотографії) і до нескінченності (в пейзажній зйомці) внаслідок того, що нерізкість зображення через розфокусування може виявлятись меншою за роздільну здатність матриці або фотоплівки, або ока при спогляданні отриманого знімку.
Розсіювання, які утворюють зображення, залежать від відстані від об'єкта зйомки до площини наведення на різкість. Чим більше діаметр такого розсіювання, тим більше нерізким є зображення об'єкта. Точки предметів, розташованих поза площиною фокусування, можуть зображуватися різко, якщо діаметри відповідних кружків розсіювання не перевищують допустимого кружка розсіювання.

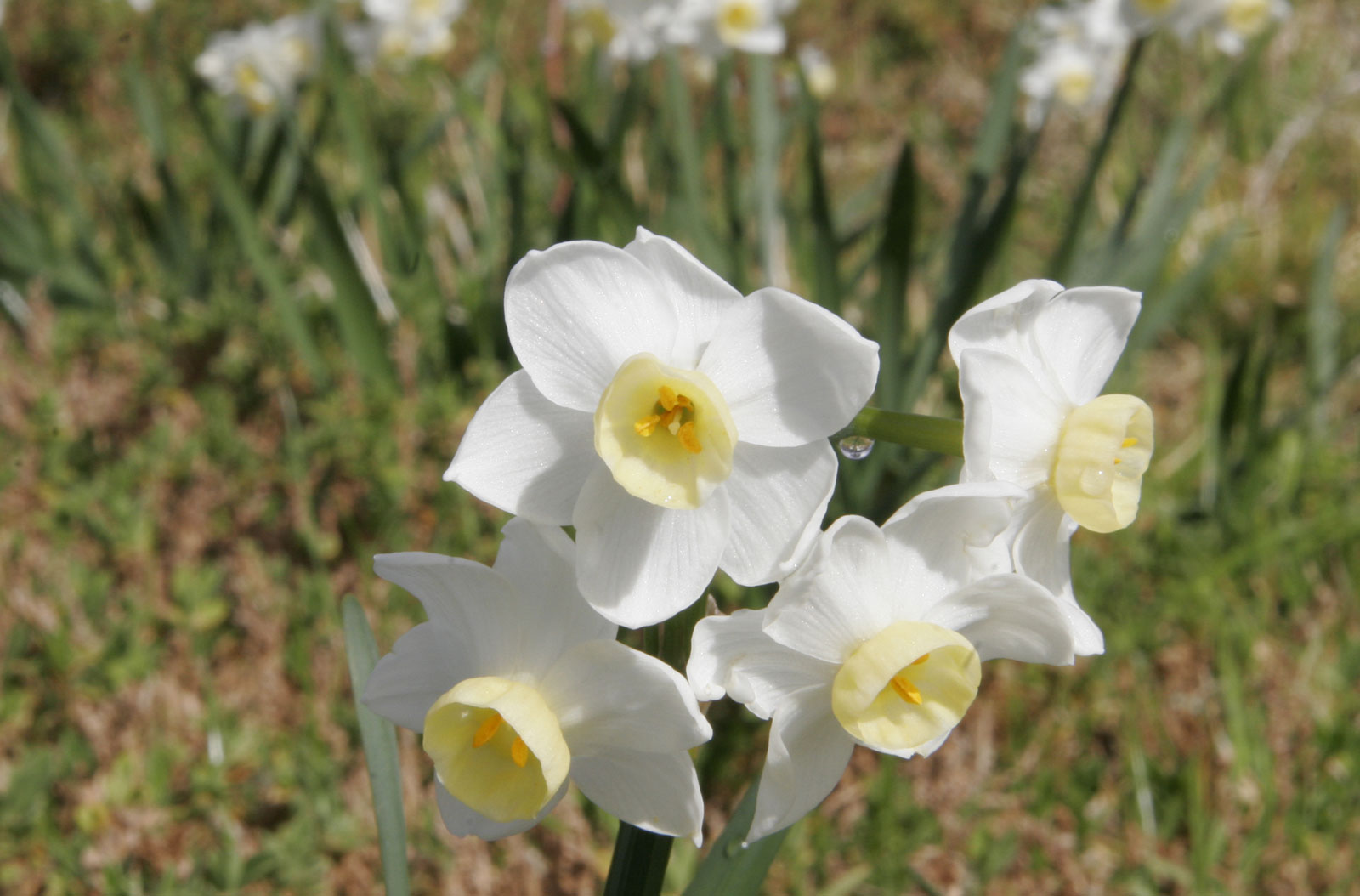
ГРЗП при діафрагмовому числі 32

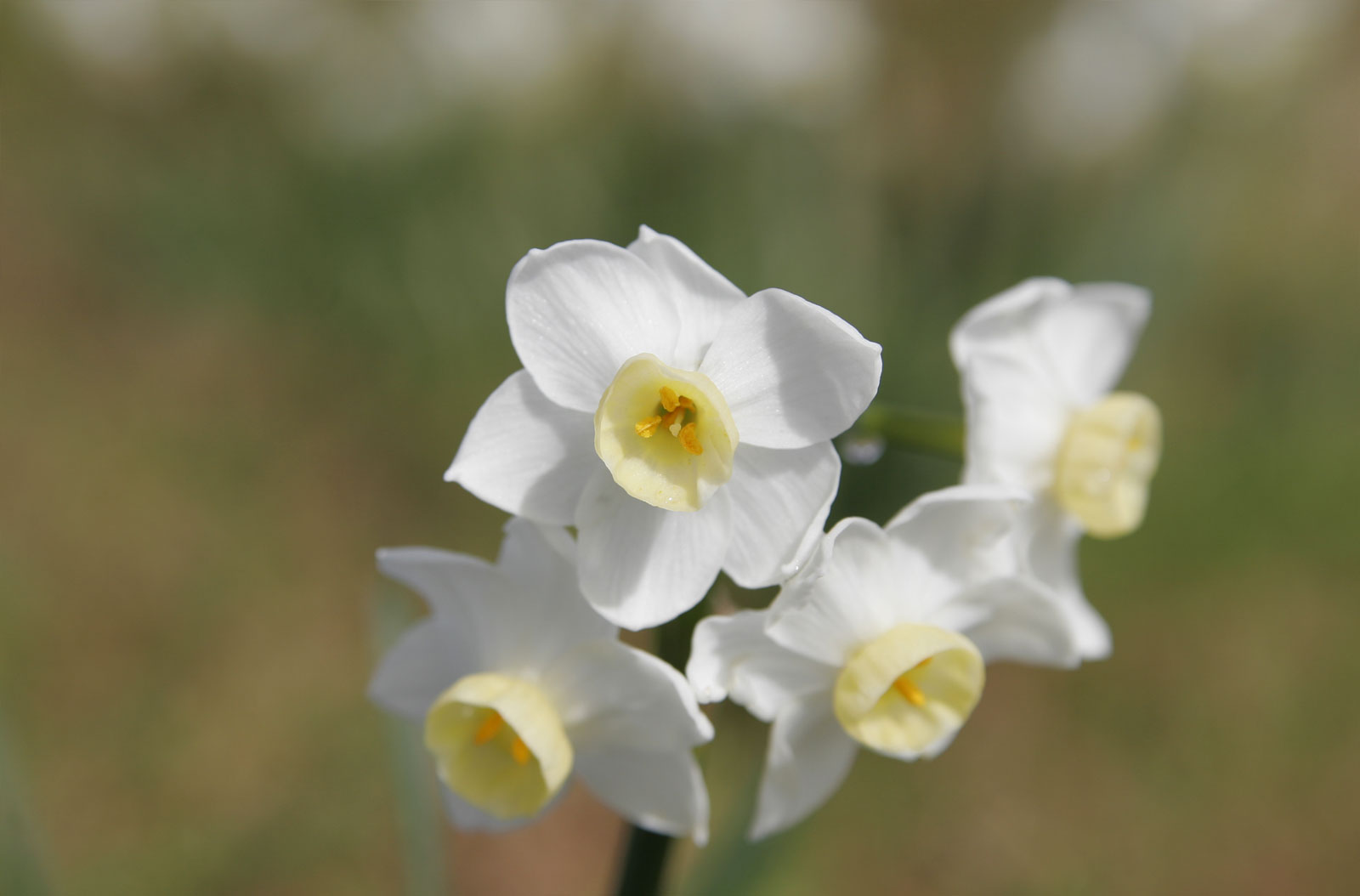
ГРЗП при діафрагмовому числі 5

На глибину різко зображуваного простору (ГРЗП) впливає:
- Діафрагмове число (чисельне значення діафрагми, встановлене фотографом при зйомці);
- Відстань до об'єкту зйомки (площини фокусування);
- Фокусна відстань об'єктива;
- Величина кружка нерізкості об'єктива, закладеного в розрахунок при проектуванні об'єктива.

За інших рівних умов:
- Що число діафрагми більше, то більша ГРЗП;
- Що відстань до об'єкта зйомки більша, то більша ГРЗП;
- Що фокусна відстань об'єктиву менша, то більша ГРЗП;
- Що кружок розсіювання більше, то більша ГРЗП.

## Розрахунок ГРЗП

### Точні формули для розрахунку ГРЗП
{\displaystyle R_{1}={\frac {R\cdot f^{2}}{f^{2}+K(R-f)z}}};
{\displaystyle R_{2}={\frac {R\cdot f^{2}}{f^{2}-K(R-f)z}}}, де
{\displaystyle R_{1}\!} - передня межа різко зображуваного простору;
{\displaystyle R\!} - відстань у метрах, на яке виконується наведення на різкість;
{\displaystyle R_{2}\!} - задня межа різко зображуваного простору;
{\displaystyle f\!} - фокусна відстань об'єктива (абсолютна, а не еквівалентна) в метрах;
{\displaystyle K\!} - діафрагмове число;
{\displaystyle z\!} - діаметр кружка нерізкості або допустимий кружок розсіювання, для негативів форматом 24 × 36 мм рівний 0,03-0,05 мм в метрах.
Глибина різко зображуваного простору {\displaystyle P\!} визначається різницею між задньою і передньою границями різкості:
{\displaystyle P=R_{2}-R_{1}\!}
З формул видно, що глибина різко зображуваного простору збільшується:
- Зі зменшенням величини фокусної відстані: короткофокусні об'єктиви мають більшу глибину різкості, ніж довгофокусні;
- З віддаленням точки наведення на різкість від фокусної площини об'єктива (збільшення відстані від об'єктива до об'єкту зйомки);
- Зі збільшенням діафрагмового числа;
- Зі збільшенням допустимого кружка розсіювання.

### Спрощені формули розрахунку ГРЗП
Найбільш прості й зручні для практики формули, в які введено «гіперфокальну відстань», або «початок нескінченності».
При зйомці великих просторів (наприклад, пейзажів) для об'єктивів без механізму автофокусу рекомендується встановлювати об'єктив не на нескінченність, а саме на гіперфокальну відстань. Тоді передня межа ГРЗП наблизиться, а дальня межа ГРЗП виявиться в нескінченості. Розташовуючи об'єкти зйомки не ближче цієї відстані вони всі будуть різкими.
Знаходять за формулою:
{\displaystyle H={\frac {f^{2}}{Kz}}}, де
{\displaystyle f\!} - фокусна відстань;
{\displaystyle K\!} - діафрагмове число;
{\displaystyle z\!} - діаметр кружка розсіювання;
{\displaystyle H\!} - гіперфокальна відстань.
При фотографуванні «нескінченності» використання гіперфокальної відстані дуже спрощує формули розрахунку ГРЗП:
{\displaystyle R_{1}={\frac {HR}{H+R}}};
{\displaystyle R_{2}={\frac {HR}{H-R}}}, де
{\displaystyle R_{1}\!} - передня межа різко зображуваного простору;
{\displaystyle R\!} - відстань, на яку проводиться наведення на різкість;
{\displaystyle R_{2}\!} - задня межа різко зображуваного простору;
{\displaystyle H\!} - гіперфокальна відстань при даному діафрагмовому числі.
З формул випливає, що ближня (до фотографа) межа ГРЗП знаходиться ближче до точки фокусування, ніж дальня межа ГРЗП.
Для визначення площині наведення {\displaystyle R\!} при заданих передній і задній границях різкості користуються формулою:
{\displaystyle R={\frac {2R_{1}R_{2}}{R_{1}+R_{2}}}}

## Застосування

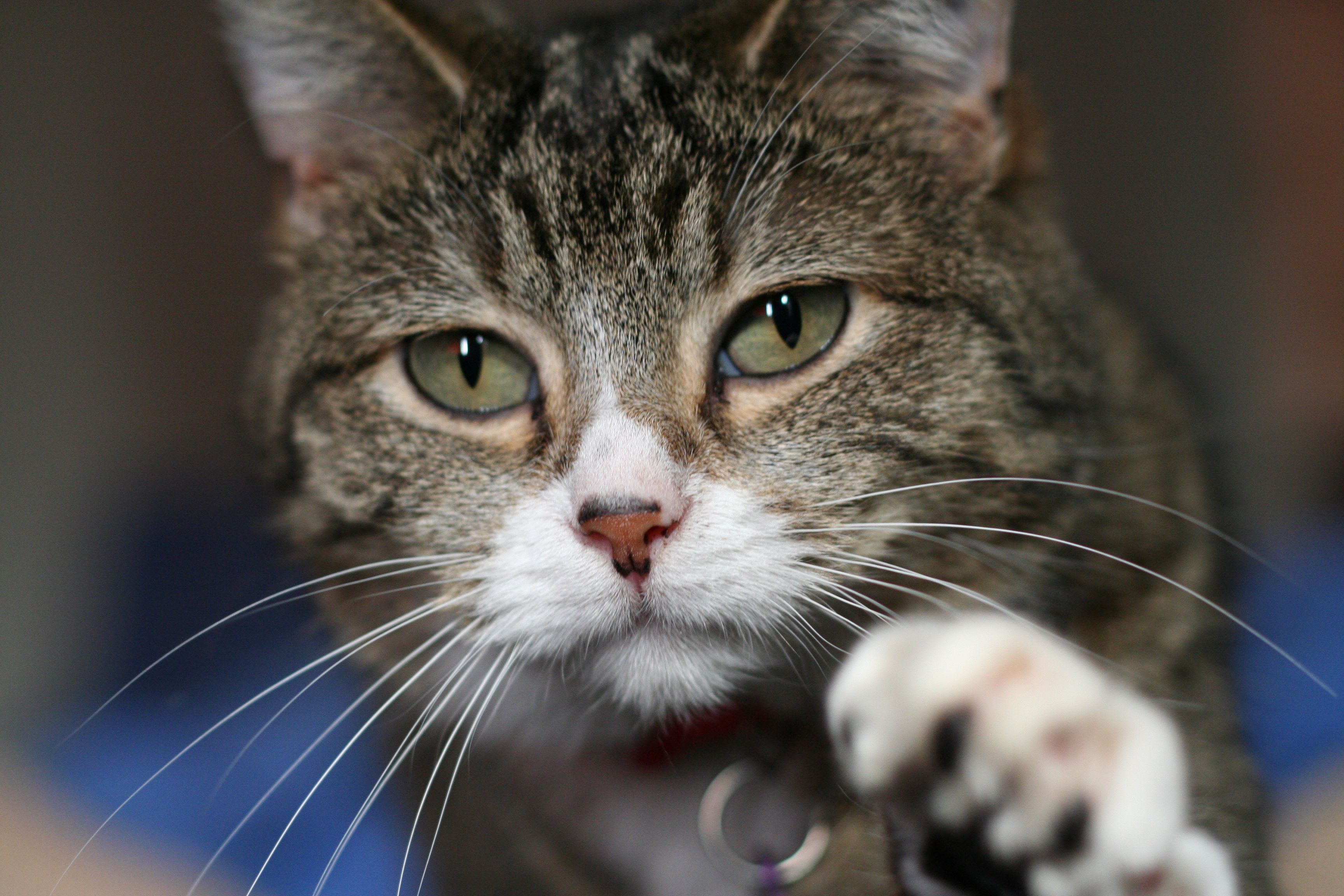
Фото кота при діафрагмі f/2.8 (ефект боке)

При репортажній зйомці, фотографуванні пейзажів та при макрофотографуванні, зазвичай домагаються максимальної ГРЗП. При зйомці портретів та в художній фотографії, навпаки, іноді намагаються зменшити ГРЗП, щоб виділити предмет зйомки або об'єкт з фону, при цьому проявляється так званий ефект боке - розмиття фону.
Імітація глибини різкості часто використовується в тривимірній графіці і комп'ютерних іграх, як правило, з тією ж метою, що і в кіно та фотографії - щоб зосередити увагу гравця на об'єкті або персонажі, і розфокусувати фон, що знаходиться за ним. На спеціалізованих сайтах даний ефект зазвичай називається англійським аналогом терміну «глибина різкості» - Depth of Field.